# Anna Filippini
Anna Filippini, nome d'arte di Mariangela Filippi (Pesaro, 1º febbraio 1940), è un'attrice italiana.

## Biografia
Prototipo della bellezza anni sessanta, volto regolarissimo su di un fisico da pin-up, la Filippini divenne molto celebre verso la fine degli anni cinquanta, e precisamente nel 1957, quando partecipò al concorso di Miss Italia. Regina delle serate di Via Veneto, le furono attribuiti numerosi flirt con personaggi più o meno noti dell'epoca.
Nel 1957 interpretò anche il suo primo film, Le notti bianche (1957) di Luchino Visconti, ed esaurì la sua carriera cinematografica nel giro di quattro-cinque anni. Lavorò in seguito come fotomodella, presentatrice televisiva e, soprattutto, attrice teatrale. Nel 1967, a dieci anni esatti dal suo primo film, passò definitivamente al teatro, dimostrando ottime doti d'interprete ed una raggiunta maturità artistica.
Vive a Roma con il marito, in zona Olgiata.

## Filmografia
- Le notti bianche - (1957)
- Il moralista - (1959)
- Il brigante - (1961)